# سمير العيطة
الدكتور سمير العيطة هو أستاذ جامعي وصحفي سوري يشغل منصب رئيس منتدى الاقتصاديين العرب وهو رئيس التحرير السابق للنشرة العربية من لوموند ديبلوماتيك وأستاذ محاضر في الاقتصاد السياسي في جامعة باريس دوفين، وجامعة باريس الثانية السوربون، وجامعة القديس يوسف في بيروت؛ وخبير استشاري في مجالات الاقتصاد والمال والعمل والتخطيط العمرانيّ والإدارة ورئيس مجلس إدارة موقع مفهوم.

## النسب والعائلة
ولد سمير العيطة في دمشق لأسرة دمشقيّة عريقة من أشراف دمشق وهو من عائلة وطنية فوالده الدكتور أحمد عدنان العيطة مصرفي سوري ومن مؤسسي مصرف سورية المركزي وأول مفوض حكومي فيه ومن مؤسسي مرفأ اللاذقية بقرار من رئيس الحكومة آنذاك خالد العظم. ترك سوريا بعد تسريحه من عمله مع الكثير من الكوادر والخبرات السورية من قبل حزب البعث بعد انقلاب 1963.وعمل بعدها في لبنان. جده لوالدته هو الفنان التشكيلي الكبير محمد سعيد تحسين بك, وخاله المقدم مأمون تحسين بك ضابط سوري والمرافق العسكري للرئيس السوري السابق شكري القوتلي.

## المسيرة العلمية
غادر سوريا عام 1972 بعد أن أنهى دراسته الثانوية ليكمل تعليمه في المدرسة متعددة التقانات (École Polytechnique) ليبدأ رحلته الأكاديمية ويتخرج بعدها من عدة مؤسسات علميّة مرموقة فتخرج من مدرسة الجسور باريستيك Ecole Nationale des Ponts et Chaussées
وأَكملَ دراساته العليا في مدرسة الدراسات العليا في العلوم الاجتماعية في باريس ومن ثمَّ في المعهد الوطني للعلوم والتقنيات النووية (the Ecole des Hautes Etudes en Sciences Sociales) وتخرج أيضاََ بشهادة ماجستير في المحاسبة والتحكم الإداري من HEC Paris.

## المسيرة المهنية
بدأ حياته المهنية كمهندس للطاقة النووية في هيئة الطاقة الذرية والبديلة الفرنسية (CEA) والشركات التابعة لها، قبل أن ينتقل إلى القطاع الخاص. وفي عام 1994، انضم إلى مجموعة عربية كمستشار للرئيس التنفيذي، وفي الوقت نفسه أصبح الرئيس التنفيذي لشركة Framasoft أثناء إعادة هيكلتها.
في عام 1999، أسس شركة استشارية في الاقتصاد وتكنولوجيا المعلومات، وعمل مستشاراََ لرئيس مجلس إدارة Société Générale في لبنان، ثم المدير الفني لمركز البحوث الاقتصادية ERF في مصر.
من 2005 إلى 2013، شَغلَ منصب رئيس التحرير والمدير الإداري في Le Monde Diplomatique Arabic Editions. بالإضافة لعمله كَ خبير اقتصادي ومستشار دولي، ورئيس دائرة الاقتصاديين العرب.

## مشاركته في الثورة السورية
سمير العيطة معارض للنظام السوري أسس مع معارضين سوريين آخرين هيئة تأسيسية لدعم الثورة السورية في عام 2011, وكتب الكثير من المقالات في صحيفة بوابة الشرق وأجرى عدة مقابلات تلفزيونية وإذاعية أدان فيها ما سماه جرائم النظام السوري وحزب البعث. كما أنتقدَ الخطاب المتشدد لبعض فئات المعارضة وأخطاء بعض المعارضين السياسيين.

## وصلات خارجية
- ضيف الاقتصاد: سمير العيطة على فرانس 24 على يوتيوب، فرانس 24، 14 مارس 2011